# Boven Veensloot
Boven Veensloot is een buurtschap in de gemeenten Midden-Groningen en Veendam in de Nederlandse provincie Groningen. Het ligt iets ten zuiden van Meeden, tussen Korte Akkers en Kibbelgaarn. De huizen ten noorden van de weg vallen onder Meeden en daarmee onder Midden-Groningen en de huizen ten zuiden van de weg vallen onder Veendam. Boven Veensloot ligt op een restant van een middeleeuwse veendijk.
Boven verwijst naar de bovenkant van de sloot. De veensloot liep van zuid naar noord, derhalve ligt Boven Veensloot ten zuiden van Beneden Veensloot.

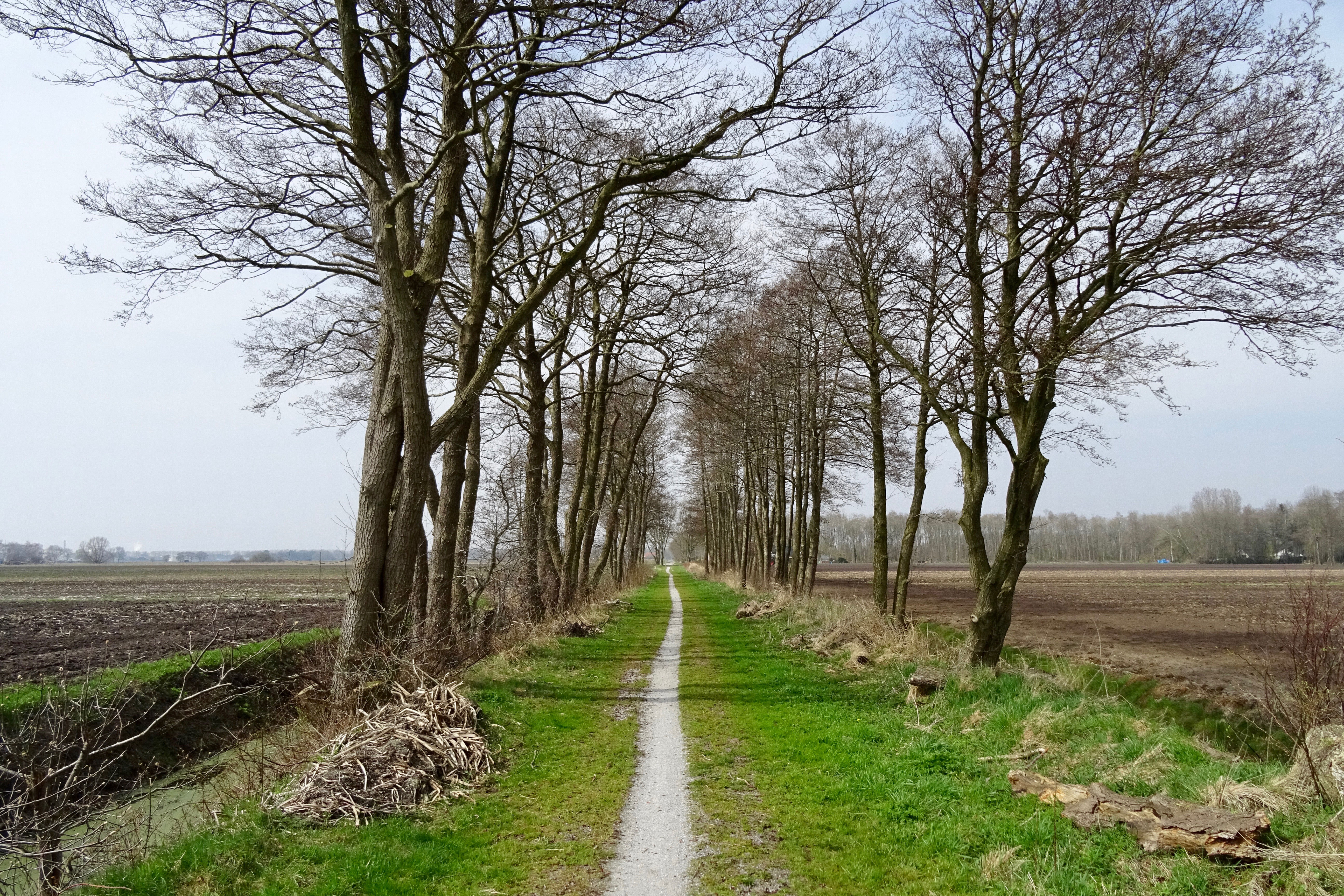
Boven Veensloot, links het gebied van de gemeente Veendam en rechts het gebied van de gemeente Midden-Groningen